# Bretelin, Hunedoara
Bretelin este un sat în comuna Vețel din județul Hunedoara, Transilvania, România.

## Imagini

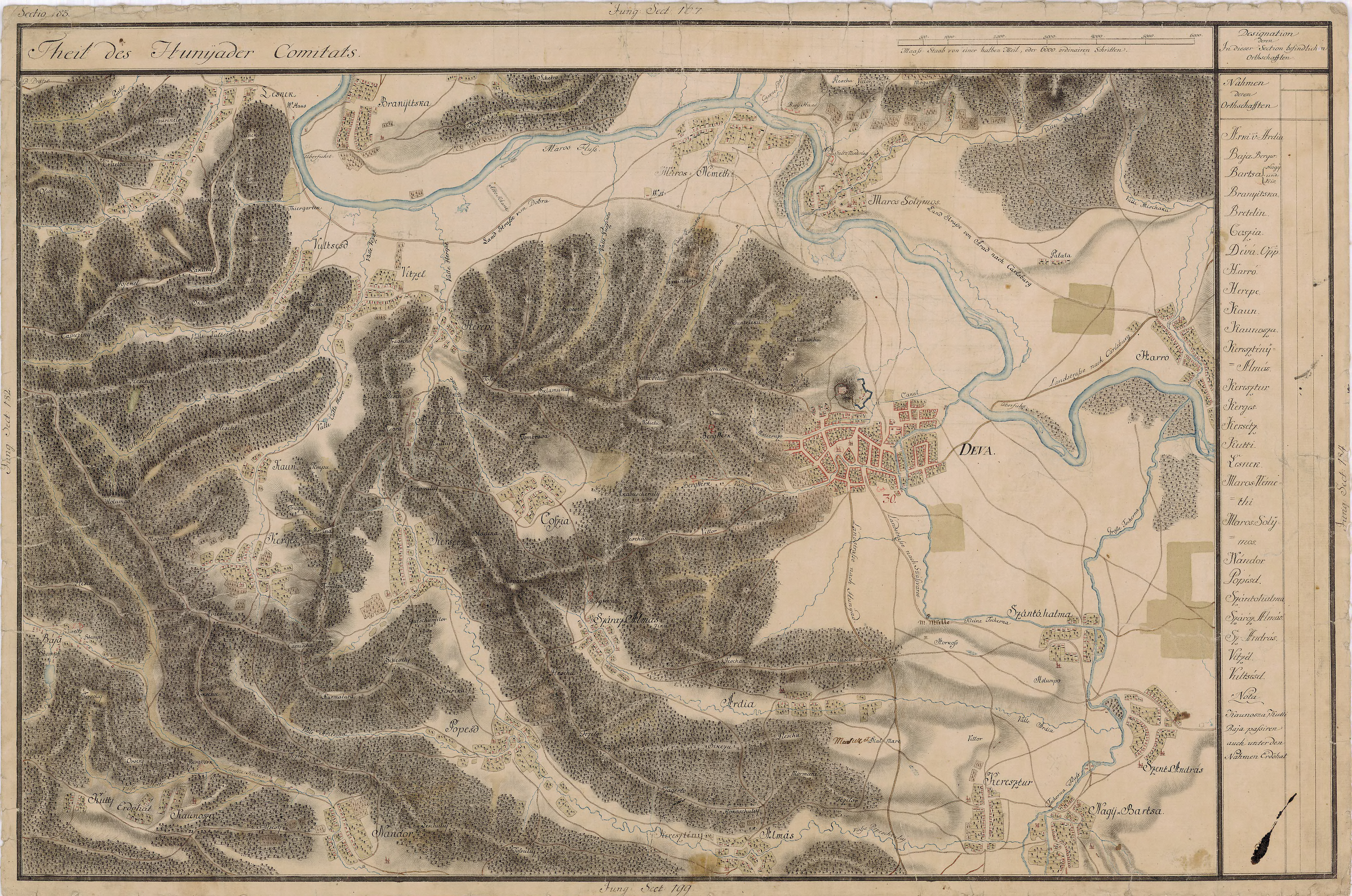
Bretelin în Harta Iosefină a Transilvaniei, 1769-1773